# Український Залізопуз
Український залізопузий дракон (англ. Ukrainian Ironbelly, в озвучці фільму також український бронепуз) — за мотивами романів Джоан Роулінг — дракон, який живе в Україні.

## Опис
Є українським ендеміком. Найбільший з усіх драконів. Залізопуз може набирати до шести тонн ваги. Огрядний і повільніший у польоті ніж гадозуб чи довгоріг, залізопуз одначе вкрай небезпечний і здатний розтрощити своєю вагою будь-який будинок.
Має металево-срібну луску, темно-червоні очі і довжелезні, загрозливі кігті.
Залізопузи перебувають під пильним наглядом Української чаклунської ради, відколи 1799 року якийсь залізопуз поцупив на Чорному морі цілий вітрильник (на щастя, без людей).
У фільмі Гаррі Поттер і Смертельні реліквії: частина 2 такий дракон охороняв підземелля банку «Ґрінґотс». Зокрема на ньому втікають Гаррі, Рон і Герміона з Ґрінґотсу.
У фільмі Фантастичні звірі і де їх шукати про Українських Залізопузів згадує Ньют Скама́ндер у розмові про Війну з Якубом Ковальським. На запитання Ковальського Ньют Скама́ндер відповідає: “Я вивчав драконів. Українські Залізопузи. Східний Фронт”.
З книжок серії «Гаррі Поттер», Український Залізопуз згадується лише у книзі «Фантастичні звірі і де їх шукати».

## У культурі

### Скульптури
Повнорозмірна скульптура Українського Залізопуза, яка вивергала вогонь, була доступною публіці у тематичному парку розваг кіностудії Universal Studios у Флориді.

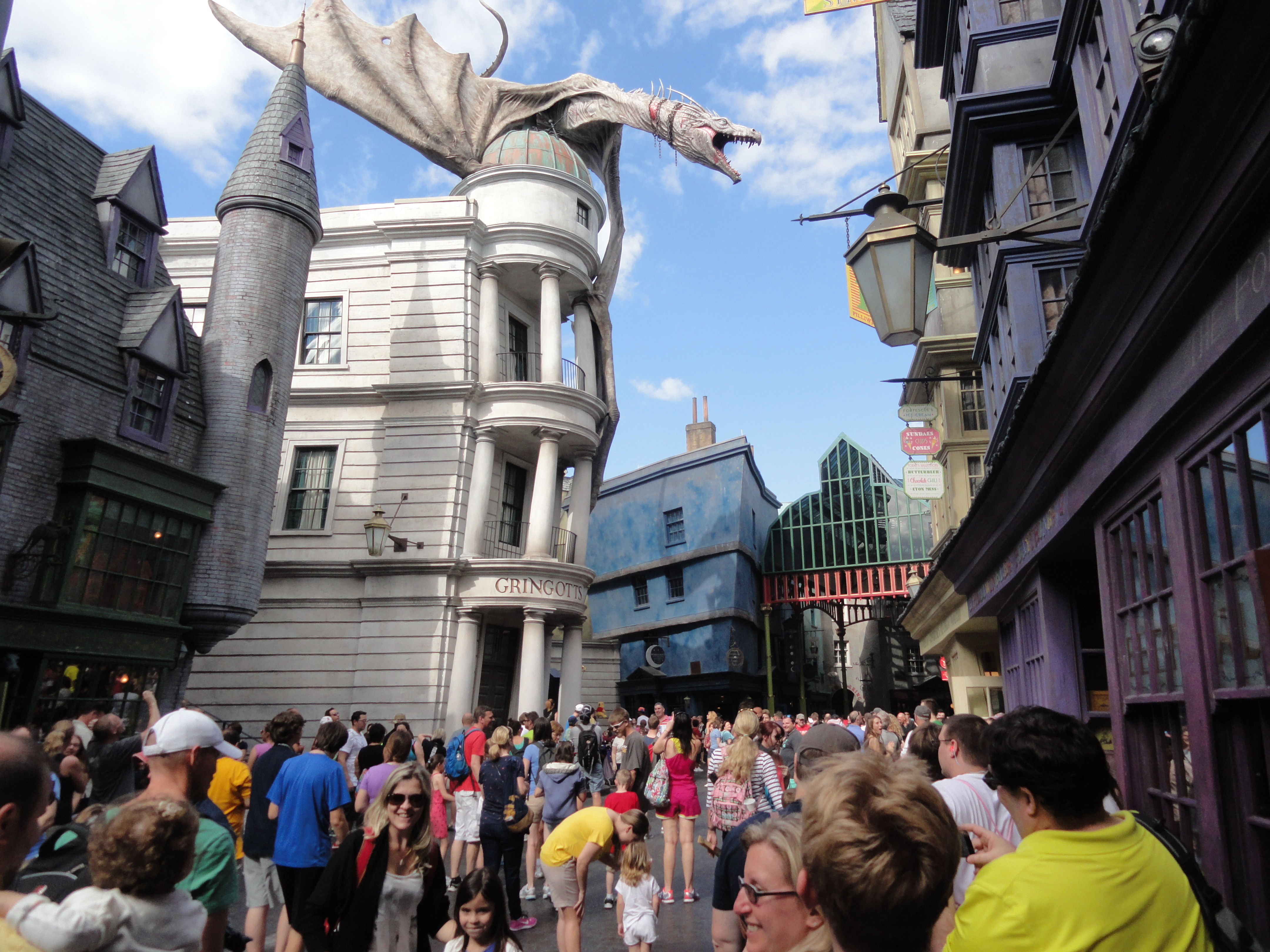
Скульптура у парку розваг
- Відео виверження вогню (сповільнене)

Компанія Warner Brosers демонструвала скульптуру яка використовувалася при зйомках фільму у Лондоні, під час проведення «Harry Potter Studio Tour».

### Відеоігри
Український Залізопуз був присутній як персонаж у відеогрі «LEGO Harry Potter: Years 5-7» (2011), але у користувачів гри не було можливості управляти цим персонажем.

### Іграшки
Іграшки у формі Українського Залізопуза та інших персонажів, випускаються різними компаніями виробниками іграшок.

#### Lego
У вересні 2023, компанія Lego Group випустила лімітовану версію колекційного тематичного набору конструктора Lego під назвою «Магічний банк Ґрінґотс» (ID набору: 76417), який містив модель Українського Залізопуза, котра складалася з 265 кубиків Lego. Користувачі та оглядачі критично відгукувалися щодо моделі дракона, описуючи її як "найгіршу частину з усього набору" з точки зору дизайну конструкції моделі та малоподібності до екранізованої версії. Користувачі також створили альтернативні варіанти з покращеною конструкцією на основі оригінальної моделі та опублікували інструкції зі збирання модифікованих моделей. Кілька деталей використаних у оригінальній моделі дракона (деталі голови та пластинки крил) мали унікальний дизайн і отримали спеціальні фабричні номери (Lego part ID), і згідно даних сайтів які відстежують використання різних кубиків, станом на вересень 2024, унікальні кубики з моделі Українського Залізопуза більше не використовувалися в жодних інших наборах Lego. До випуску офіційного набору, користувачі Lego створювали власні подібні моделі Українського Залізопуза у більшому і меншому масштабах.